# Club Basket Bilbao Berri 2005-2006
Questa voce raccoglie le informazioni riguardanti il Club Basket Bilbao Berri nelle competizioni ufficiali della stagione 2005-2006.

## Stagione
La stagione 2005-2006 del Club Basket Bilbao Berri è la 2ª nel massimo campionato spagnolo di pallacanestro, la Liga ACB.
All'inizio della nuova stagione la Federazione decise di abolire la distinzione riguardo ai giocatori comunitari, estendendo la classificazione a tutti i Paesi appartenenti alla FIBA Europe.

## Roster
Aggiornato al 29 novembre 2021.
| Lagun Aro Bilbao 2005-06 | Lagun Aro Bilbao 2005-06 |
| Giocatori                | Staff tecnico            |
| ------------------------ | ------------------------ |

| N. | Naz.                                               | Ruolo | Nome              | Anno | Alt.   | Peso   |  |
| -- | -------------------------------------------------- | ----- | ----------------- | ---- | ------ | ------ |  |
| 5  | Spagna (bandiera)                                  | G     | Rubén Quintana    | 1980 | 191 cm |        |  |
| 7  | Serbia e Montenegro (bandiera)                     | AC    | Milan Majstorović | 1983 | 207 cm | 110 kg |  |
| 8  | Spagna (bandiera)                                  | GA    | Román Montañez    | 1979 | 193 cm | 91 kg  |  |
| 10 | Serbia e Montenegro (bandiera)                     | P     | Ivan Koljević     | 1984 | 186 cm | 76 kg  |  |
| 11 | Serbia e Montenegro (bandiera) · Spagna (bandiera) | A     | Predrag Savović   | 1976 | 198 cm | 100 kg |  |
| 13 | Spagna (bandiera)                                  | AG    | Francesc Cabeza   | 1981 | 201 cm |        |  |
| 14 | Spagna (bandiera)                                  | P     | Javi Salgado      | 1980 | 180 cm | 82 kg  |  |
| 15 | Francia (bandiera)                                 | C     | Frédéric Weis     | 1977 | 218 cm | 117 kg |  |
| 17 | Serbia e Montenegro (bandiera)                     | P     | Saša Stefanović   | 1975 | 188 cm | 89 kg  |  |
| 20 | Stati Uniti (bandiera)                             | AG    | Richard Scott     | 1971 | 198 cm |        |  |
| 21 | Slovacchia (bandiera)                              | AC    | Martin Rančík     | 1978 | 205 cm | 100 kg |  |
| 30 | Croazia (bandiera)                                 | C     | Marko Banić       | 1984 | 206 cm | 108 kg |  |
| 33 | Stati Uniti (bandiera)                             | AG    | Andy Panko        | 1977 | 205 cm | 106 kg |  |

| Allenatore                                                        |
| - Txus Vidorreta                                                  |
| Assistente/i                                                      |
| - Rafa Pueyo Legenda - (C) Capitano - (IN) Inattivo - Infortunato |

## Mercato

### Sessione estiva
| Acquisti | Acquisti          | Acquisti     | Acquisti   | Acquisti |
| R.a      | Nome              | da           | Modalità   |          |
| -------- | ----------------- | ------------ | ---------- | -------- |
| C        | Marko Banić       | Zara         | definitivo |          |
| AG       | Francesc Cabeza   | Cáceres      | definitivo |          |
| G        | Rubén Quintana    | Fuenlabrada  | definitivo |          |
| P        | Ivan Koljević     | Budućnost    | definitivo |          |
| AC       | Milan Majstorović | FMP Železnik | definitivo |          |
| AG       | Andy Panko        | Siviglia     | definitivo |          |

| Cessioni | Cessioni           | Cessioni         | Cessioni       | Cessioni |
| R.       | Nome               | a                | Modalità       |          |
| -------- | ------------------ | ---------------- | -------------- | -------- |
| G        | Damon Johnson      | Lleida           | fine contratto |          |
| AP       | César Sanmartín    | Granada          | fine contratto |          |
| G        | José Luis Maluenda | Ifach Calpe      | fine contratto |          |
| C        | Germán Gabriel     | Girona           | fine contratto |          |
| P        | Diego Ciorciari    | Ifach Calpe      | fine contratto |          |
| A        | Scott Burrell      | SunRock. Shibuya | fine contratto |          |

### Dopo l'inizio della stagione
| Acquisti | Acquisti        | Acquisti          | Acquisti      | Acquisti   |
| R.       | Nome            | da                | Data          | Modalità   |
| -------- | --------------- | ----------------- | ------------- | ---------- |
| AG       | Martin Rančík   | Free agent        | febbraio 2006 | definitivo |
| P        | Saša Stefanović | Īraklīs Salonicco | 2 marzo 2006  | definitivo |

| Cessioni | Cessioni      | Cessioni   | Cessioni      | Cessioni |
| R.       | Nome          | a          | Data          | Modalità |
| -------- | ------------- | ---------- | ------------- | -------- |
| P        | Ivan Koljević | Olympiakos | febbraio 2006 | prestito |